# Biersiedersee
Der Biersiedersee gehört zu den acht zum Zweck der Kiesgewinnung ausgebaggerten Seen im Binsfeld. Er liegt im nördlichsten Teil der Rheinniederung von Speyer und gehört zum Stadtteil Speyer-Nord.
Der Baggersee ist 7 ha groß und maximal 15 Meter tief.
Der Biersiedersee liegt östlich des Mondsees, nördlich des Sees Binsfeld und westlich des Silbersees.
Der See hat seinen Namen von einem ausgebaggerten Flurstück, das einmal einem Biersieder gehörte. Auch die bebaute Straße, die das westliche Nordufer des Biersiedersees erschließt, heißt Biersiedersee.
Das bebaute Westufer wird von der Straße Am Mondsee erschlossen, die in Nord-Süd-Richtung zwischen Mondsee und Biersiedersee verläuft.
Am Südufer sind Badeplätze verpachtet. Die Pächter verfügen über Schlüssel, um das Gittertor, das am Ende des Wildentenweges die Weiterfahrt versperrt, zu öffnen.
Häufig anzutreffen sind zudem die nicht heimischen Kraniche aus Karlsruhe.